# کیماتیکا
کیماتیکا (به انگلیسی: Chematica) یک نرم‌افزار/پایگاه داده است که با استفاده از الگوریتم‌ها و دانش ۲۵۰ ساله علم شیمی آلی می‌تواند روش تولید مولکول‌ها را ارائه داده و نیز پیش‌بینی نماید. این نرم‌افزار توسط گروهی به سرپرستی بارتوسز گرزیبوسکی (به انگلیسی: Bartosz a. Grzybowski) پس از ده سال تهیه اطلاعات در آگوست سال ۲۰۱۲ منتشر شد. رسانه‌ها نام این نرم‌افزار را «گوگل شیمی» و «مغز شیمی» نامیدند.